# Orbifold
Nelle discipline matematiche della topologia, della geometria e della teoria dei gruppi, un orbifold (contrazione dell'inglese orbit-manifold, "varietà orbitale", tradotto talvolta in italiano con orbivarietà) è una generalizzazione del concetto di varietà. È uno spazio topologico (chiamato lo spazio sottostante o spazio soggiacente) con una struttura di orbifold (vedi sotto).
Lo spazio sottostante somiglia localmente allo spazio quoziente di uno spazio euclideo sotto l'azione lineare di un gruppo finito.

## Origine
Matematicamente, gli orbifold comparvero inizialmente come superfici con punti singolari ben prima di essere formalmente definiti. Uno dei primi esempi classici comparve nella teoria delle forme modulari con l'azione del gruppo modulare SL(2,Z) sul semipiano superiore: una versione del teorema di Riemann-Roch è valida dopo che il quoziente è compattato dall'aggiunta di due punti a cuspide di orbifold. Nella teoria delle 3-varietà, la teoria degli spazi di Seifert, iniziata da Seifert, può essere espressa in termini di orbifold bidimensionali. Nella teoria dei gruppi, post-Gromov, i gruppi discreti sono stati studiati in termini delle proprietà della curvatura locale degli orbiedri e dei loro rivestimenti.
Nella teoria delle stringhe, la parola "orbifold" ha un significato leggermente diverso, discusso in dettaglio sotto. Nella teoria di campo conforme, una parte matematica della teoria delle stringhe, si usa spesso per riferirsi alla teoria annessa alla sottoalgebra del punto fisso dell'algebra di vertice sotto l'azione di un gruppo finito di automorfismi.
Il principale esempio di spazio sottostante è uno spazio quoziente di una varietà sotto l'azione propriamente discontinua di un gruppo possibilmente finito di diffeomorfismi con sottogruppi di isotropia finiti. In particolare questo si applica a qualsiasi azione di un gruppo finito; pertanto una varietà con bordo contiene una struttura di orbifold naturale, dal momento che essa è il quoziente del suo doppio per un'azione di Z2. Similmente lo spazio quoziente di una varietà per un'azione propria liscia di S1 contiene la struttura di orbifold.
La struttura di orbifold dà una stratificazione naturale mediante varietà aperte sul suo spazio sottostante, dove uno strato corrisponde a un insieme di punti singolari dello stesso tipo.
Si dovrebbe notare che uno spazio topologico può contenere molte diverse strutture di orbifold. Per esempio, si consideri l'orbifold O associato a un fattore spaziale della 2-sfera insieme a una rotazione di {\displaystyle \pi _{}^{}}; esso è omeomorfo alla 2-sfera, ma la struttura di orbifold naturale è diversa. È possibile adottare la maggior parte delle caratteristiche delle varietà per gli orbifold, caratteristiche che sono solitamente diverse da quelle corrispondenti dello spazio sottostante. Nell'esempio di sopra il gruppo fondamentale dell'orbifold di O è Z2 e la caratteristica di Eulero dell'orbifold è 1.

### Terminologia
Le definizioni di orbifold sono state date parecchie volte: da Ichirô Satake, nel contesto delle forme automorfiche, negli anni 1950, sotto il nome di V-varietà; da William Thurston, nel contesto della geometria delle 3-varietà, negli anni 1970 quando coniò il nome orbifold, dopo una votazione da parte dei suoi studenti; e da André Haefliger, negli anni 1980, nel contesto del programma di Michail Leonidovič Gromov sugli spazi CAT(k), sotto il nome orbiedro.
(Thurston (1980, sezione 13.2) che spiega l'origine della parola "orbifold")
Qui sarà descritta la definizione di Thurston: è la più ampiamente usata ed è applicabile in tutti i casi.

## Definizioni formali
Come una varietà, un orbifold è specificato dalle condizioni locali; tuttavia, invece di essere modellato localmente su sottoinsiemi aperti di Rn, un orbifold è modellato localmente sui quozienti dei sottoinsiemi aperti di Rn per azioni di gruppo finite. La struttura di un orbifold codifica non solo quella dello spazio quoziente sottostante, che non è necessario sia una varietà, ma anche quella dei sottogruppi di isotropia.
Un orbifold n-dimensionale è uno spazio topologico di Hausdorff X, chiamato lo spazio sottostante (o spazio soggiacente), con un fissato ricoprimento, che sia una collezione di insiemi aperti Ui, chiusi rispetto all'intersezione finita. Per ogni Ui, c'è
- un sottoinsieme aperto Vi di Rn, invariante sotto un'azione lineare fedele di un gruppo finito Γi
- una mappa continua φi di Vi su Ui invariante sotto Γi, chiamata carta di orbifold, che definisce un omeomorfismo tra Vi / Γi e Ui.

La collezione delle carte di orbifold è chiamata atlante di orbifold se sono soddisfatte le seguenti proprietà:
- per ogni inclusione Ui {\displaystyle \subset } Uj c'è un omomorfismo di gruppi iniettivo fij : Γi {\displaystyle \rightarrow } Γj
- per ogni inclusione Ui {\displaystyle \subset } Uj c'è un omeomorfismo Γi -equivariante ψij, chiamato mappa adesiva, di Vi su un sottoinsieme aperto di Vj
- le mappe adesive sono compatibili con le carte, cioè φj·ψij = φi
- le mappe adesive sono uniche a meno di composizione con elementi dei gruppi, cioè qualsiasi altra possibile mappa adesiva da Vi a Vj ha la forma g·ψij per un unico g in Γj.

L'atlante di orbifold definisce completamente la struttura di orbifold:
due atlanti di orbifold di X danno la stessa struttura di orbifold se possono essere combinati in modo coerente per ottenere un più vasto atlante di orbifold. Si noti che la struttura di orbifold determina il sottogruppo di isotropia di qualsiasi punto dell'orbifold fino all'isomorfismo: esso può essere calcolato come lo stabilizzatore del punto in qualsiasi carta di orbifold. Se Ui {\displaystyle \subset } Uj {\displaystyle \subset } Uk, allora c'è un unico elemento di transizione gijk in Γk tale che
gijk·ψik = ψjk·ψij.
Questi elementi di transizione soddisfano
(Ad gijk)·fik = fjk·fij
nonché la relazione di cociclo (garantendo l'associatività)
fkm(gijk)·gikm = gijm·gjkm.
In senso più generale, annesso a una copertura aperta di un orbifold mediante le carte di orbifold, c'è il dato combinatorio di un cosiddetto complesso di gruppi (vedi sotto).
Esattamente come nel caso delle varietà, delle condizioni di differenziabilità possono essere imposte sulle mappe adesive per dare una definizione di orbifold differenziabile. Sarà un orbifold riemanniano se in aggiunta vi sono metriche riemanniane sulle carte di orbifold e le mappe adesive sono isometrie.
Per le applicazioni nella teoria geometrica dei gruppi, conviene spesso avere una nozione leggermente più generale di orbifold, dovuta a Haefliger. Un orbispazio rappresenta per gli spazi topologici quello che un orbifold rappresenta per le varietà. Esso in sostanza è una generalizzazione topologica del concetto di orbifold. È definito sostituendo il modello delle carte di orbifold mediante uno spazio localmente compatto con un'azione rigida di un gruppo finito, cioè uno per il quale i punti con isotropia banale sono densi. (Questa condizione è soddisfatta automaticamente dalle azioni lineari fedeli, perché i punti fissati da qualsiasi elemento di gruppo non banale formano un vero e proprio sottospazio vettoriale.) È anche utile considerare le strutture dello spazio metrico su un orbispazio, dato dalle metriche invarianti sulle carte di orbispazio per le quali le mappe adesive mantengono la distanza. In questo caso si richiede che ciascuna carta di orbispazio sia uno spazio di lunghezza con un'unica geodetica che connette due punti qualsiasi.

### Esempi
- Qualsiasi varietà senza bordo è banalmente un orbifold. Ciascuno dei gruppi Γi è il gruppo banale.
- Se N è una varietà compatta con bordo, il suo doppio M può essere formato incollando insieme una copia di N e la sua immagine speculare lungo la loro frontiera comune. C'è l'azione naturale di riflessione di Z2 sulla varietà M che fissa  il bordo comune; lo spazio quoziente può essere identificato con N, in modo che N abbia una struttura di orbifold naturale.
- Se M è una n-varietà riemanniana con un'azione isometrica propria cocompatta di un gruppo discreto Γ, allora lo spazio orbitale X = M/Γ ha una struttura di orbifold naturale: per ciascun x in X si prenda un m rappresentativo in M e un intorno aperto Vm di m invariante sotto lo stabilizzatore Γm, identificato equivariantemente con un sottoinsieme Γm di TmM sotto la mappa esponenziale presso m; dal punto di vista finito molti contorni coprono X e ognuna delle intersezioni finite, se non vuota, è coperta da un'intersezione di Γ-traslati gm·Vm con il gruppo corrispondente gm Γ gm−1. Gli orbifold che nascono in questo modo sono chiamati "sviluppabili" o "buoni".
- Un teorema classico di Henri Poincaré costruisce i gruppi fuchsiani come gruppi di riflessione iperbolici generati dalle riflessioni ai margini di un triangolo geodetico nel piano iperbolico per la metrica di Poincaré. Se il triangolo ha gli angoli π / ni per interi positivi ni, il triangolo è un dominio fondamentale e un orbifold naturalmente bidimensionale. Il gruppo corrispondente è un esempio di un gruppo triangolare. Poincaré diede anche una versione tridimensionale di questo risultato per i gruppi kleiniani: in questo caso il gruppo kleiniano Γ è generato dalle riflessioni iperboliche e l'orbifold è H3 / Γ.
- Se M è una 2-varietà chiusa, le nuove strutture di orbifold possono essere definite su Mi rimuovendo in modo finito molti dischi chiusi disgiunti da M e rincollando copie dei dischi D/ Γi dove D è il disco unitario chiuso e Γi è un gruppo ciclico finito di rotazioni. Questo generalizza la costruzione di Poincaré.

## Gruppo fondamentale dell'orbifold
Ci sono parecchi modi di definire il gruppo fondamentale dell'orbifold. Approcci più sofisticati usano gli spazi di rivestimento o gli spazi di classificazione dei gruppoidi. L'approccio più semplice (adottato da Haefliger e noto anche a Thurston) estende la nozione consueta di laccio usata nella definizione standard del gruppo fondamentale.
Un cammino di orbifold è un cammino nello spazio sottostante munito di un sollevamento esplicito a tratti di segmenti del cammino verso carte di orbifold e di elementi espliciti del gruppo che identificano i cammini in carte sovrapposte; se il cammino sottostante è un laccio, è chiamato laccio dell'orbifold. Die cammini di orbifold sono identificati se sono legati attraverso la moltiplicazione da elementi del gruppo nelle carte di orbifold. Il gruppo fondamentale dell'orbifold è il gruppo formato dalle classi di omotopia dei lacci dell'orbifold.
Se l'orbifold scaturisce come il quoziente di una varietà M semplicemente connessa mediante un'azione rigida propria di un gruppo discreto Γ, il gruppo fondamentale dell'orbifold può essere identificato con Γ. In generale è un'estensione di Γ mediante π1 M.
L'orbifold si dice sviluppabile o buono se scaturisce come il quoziente mediante un'azione di gruppo finita; altrimenti è chiamato cattivo. Un orbifold universale di rivestimento può essere costruito per un orbifold in diretta analogia con la costruzione dello spazio universale di rivestimento di uno spazio topologico, ossia come lo spazio di coppie consistente in punti dell'orbifold e in classi di omotopia dei cammini di orbifold che li uniscono al punto base. Questo spazio è naturalmente un orbifold.
Si noti che se una carta di orbifold su un sottoinsieme aperto contraibile corrisponde a un gruppo Γ, allora c'è omomorfismo locale di Γ nel gruppo fondamentale dell'orbifold.
Infatti le seguenti condizioni sono equivalenti:
- L'orbifold è sviluppabile.
- La struttura dell'orbifold sull'orbifold universale di rivestimento è banale.
- Gli omomorfismi locali sono tutti iniettivi per un ricoprimento mediante insiemi aperti contraibili.

## Orbispazi non positivamente curvi
Come detto in precedenza, un orbispazio è in sostanza una generalizzazione del concetto di orbifold applicata agli spazi topologici. Sia quindi X un orbispazio dotato di una struttura di spazio metrico per il quale le carte sono isometrie di spazi geodetici di lunghezza. Le definizioni e i risultati precedenti per gli orbifold possono essere generalizzati per dare le definizioni di gruppo fondamentale dell'orbispazio e orbispazio universale di rivestimento, con criteri analoghi per sviluppabilità. Le funzioni di distanza sulle carte di orbispazio si possono usare per definire la lunghezza di un cammino di orbispazio in un orbispazio universale di rivestimento. Se la funzione di distanza in ogni carta è non positivamente curva, allora l'argomentazione di accorciamento delle curve di Birkhoff può essere usata per provare che qualsiasi cammino di un orbispazio con i punti estremi fissi è omotopico rispetto a un'unica geodetica. Applicando questo ai cammini costanti in una carta di orbispazio, ne consegue che ogni omomorfismo locale è iniettivo e quindi:
- ogni orbispazio non positivamente curvo è sviluppabile (cioè buono).

## Complessi di gruppi
Ogni orbifold ha associato ad esso una struttura combinatoria addizionale data da un complesso di gruppi.

### Definizione
Un complesso di gruppi (Y,f,g) su un complesso simpliciale astratto Y è dato da
- un gruppo finito Γσ per ogni simplesso σ di Y
- un omomorfismo iniettivo fστ : Γτ {\displaystyle \rightarrow } Γσ ogni volta che σ {\displaystyle \subset } τ
- per ogni inclusione ρ {\displaystyle \subset } σ {\displaystyle \subset } τ, un elemento del gruppo gρστ in Γρ tale che (Ad gρστ)·fρτ = fρσ·fστ (qui Ad denota l'azione aggiunta mediante coniugazione)

Gli elementi del gruppo devono inoltre soddisfare la condizione cociclica
fπρ(gρστ) gπρτ = gπστ gπρσ
per ogni catena di simplessi π {\displaystyle \subset } ρ{\displaystyle \subset } σ{\displaystyle \subset } τ. (Questa condizione è vuota se Y ha dimensione 2 o minore.)
Qualsiasi scelta di elementi hστ in Γσ produce un complesso di gruppi equivalente definendo
- f'στ = (Ad hστ)·fστ
- g'ρστ = hρσ·fρσ(hστ)·gρστ·hρτ−1

Un complesso di gruppi è detto semplice ogni volta che gρστ = 1 ovunque.
- Una facile argomentazione induttiva mostra che ogni complesso di gruppi su un simplesso è equivalente a un complesso di gruppi con gρστ = 1 ovunque.

È spesso più conveniente e concettualmente attraente passare alla suddivisione baricentrica di Y. I vertici di questa suddivisione corrispondono ai simplessi di Y, così che ogni vertice ha un gruppo allegato ad esso. I bordi della suddivisione baricentrica sono orientati naturalmente (corrispondendo a inclusioni dei simplessi) e ciascun bordo diretto dà un'inclusione di gruppi. Ciascun triangolo ha un elemento di transizione ad esso allegato che appartiene al gruppo esattamente di un solo vertice; e i tetraedri, se ce ne sono, danno relazioni cocicliche per gli elementi di transizione. Così un complesso di gruppi implica soltanto il 3-scheletro della suddivisione baricentrica; e soltanto il 2-scheletro se è semplice.

### Esempio
Se X è un orbifold (o un orbispazio), si scelga un ricoprimento mediante sottoinsiemi aperti tra le carte di orbifold fi : Vi {\displaystyle \rightarrow } Ui. Sia Y il complesso simpliciale astratto dato dal nerbo del ricoprimento: i suoi vertici sono gli insiemi della copertura e i suoi n-simplessi corrispondono a intersezioni non vuote Uα = Ui1 {\displaystyle \cap } ··· {\displaystyle \cap } Uin. Per ognuno di tali simplessi c'è un gruppo associato Γα e gli omomorfismi fij diventano gli omomorfismi fστ. Per ogni tripla ρ {\displaystyle \subset } σ {\displaystyle \subset } τ corrispondente alle intersezioni
Ui {\displaystyle \supset } Ui {\displaystyle \cap } Uj {\displaystyle \supset } Ui {\displaystyle \cap } Uj {\displaystyle \cap } Uk
ci sono le carte φi : Vi {\displaystyle \rightarrow } Ui, φij : Vij {\displaystyle \rightarrow } Ui {\displaystyle \cap } Uj e φijk : Vijk {\displaystyle \rightarrow } Ui {\displaystyle \cap } Uj {\displaystyle \cap } Uk e le mappe adesive ψ : V ij {\displaystyle \rightarrow } Vi, ψ' : V ijk {\displaystyle \rightarrow } Vij e ψ" : V ijk {\displaystyle \rightarrow } Vi.
Esiste un unico elemento di transizione gρστ in Γi tale che gρστ·ψ" = ψ·ψ'. Le relazioni soddisfatte dagli elementi di transizione di un orbifold implicano quelle richieste per un complesso di gruppi. In questo modo un complesso di gruppo può essere canonicamente associato al nerbo di un ricoprimento aperto mediante le carte dell'orbifold (o dell'orbispazio). Nel linguaggio della teoria dei fasci non commutativi, il complesso di gruppi in questo caso risulta un fascio di gruppi associato al ricoprimento Ui; i dati gρστ sono un 2-cociclo in una coomologia di fasci e i dati hστ danno una perturbazione con 2-cofrontiera.

### Gruppo dei cammini marginali
Il gruppo dei cammini marginali di un complesso di gruppi può essere definito come una generalizzazione del gruppo dei cammini marginali di un complesso simpliciale. Nella suddivisione baricentrica di Y, si prendano i generatori eij corrispondenti ai margini da i a j dove i {\displaystyle \rightarrow } j, in modo che vi sia un'iniezione ψij : Γi {\displaystyle \rightarrow } Γj. Sia Γ il gruppo generato da eij e Γk con le relazioni
eij –1 · g · eij = ψij(g)
per g in Γi ed
eik = ejk·eij·gijk
se i {\displaystyle \rightarrow } j {\displaystyle \rightarrow } k.
Per un vertice fisso i0, il gruppo dei cammini marginali Γ(i0) si definisce il sottogruppo di Γ generato da tutti i prodotti
g0 · ei0 i1 · g1 · ei1 i2 · ··· · gn · eini 0 
dove i0, i1, ... , in, i0
è un cammino marginale, gk giace in Γik ed eji=eij−1 se i {\displaystyle \rightarrow } j.

### Complessi sviluppabili
Un'azione propria simpliciale di un gruppo discreto Γ su un complesso simpliciale X con un quoziente finito si dice regulare se soddisfa una delle seguenti condizioni equivalenti (si veda Bredon 1972):
- X ammette un sottocomplesso finito come dominio fondamentale;
- il quoziente Y = X/Γ ha una struttura simpliciale naturale;
- la struttura simpliciale quoziente sui rappresentanti orbitali dei vertici è coerente;
- se (v0, ... , vk) e (g0·v0, ... , gk·vk) sono simplessi, allora g·vi = gi·vi per un qualche g in Γ.

Il dominio e il quoziente fondamentali Y = X / Γ in questo caso possono essere identificati naturalmente come complessi simpliciali, dati dagli stabilizzatori dei simplessi nel dominio fondamentali. Un complesso di gruppi Y si dice sviluppabile se sorge in questo modo.
- Un complesso di gruppi è sviluppabile se e solo se gli omomorfismi di Γσ nel gruppo dei cammini marginali sono iniettivi.
- Un complesso di gruppi è sviluppabile se e solo se per ciascun simplesso σ c'è un omomorfismo iniettivo θσ da Γσ in un gruppo discreto fisso Γ tale che θτ·fστ = θσ. In questo caso il complesso simpliciale X è definito canonicamente: esso ha k-simplessi (σ, xΓσ) dove σ è un k-simplesso di Y e x corre oltre Γ / Γσ. La coerenza può essere controllata basandosi sul fatto che la restrizione del complesso di gruppi a un simplesso è equivalente a uno con il cociclo banale gρστ.

L'azione di Γ sulla suddivisione baricentrica X ' di X soddisfa la seguente condizione, più debole della regolarità:
- ogni volta che σ e g·σ sono sottosimplessi di un qualche sottosimplesso τ, sono uguali, cioè σ = g·σ

In effetti i simplessi in X ' corrispondono a catene di simplessi in X, così che un sottosimplesso, dato da sottocatene di simplessi, è determinato unicamente dalle dimensioni dei simplessi nella sottocatena. Quando un'azione soddisfa questa condizione, allora g necessariamente fissa tutti i vertici di σ. Un'argomentazione induttiva lineare mostra che tale azione diventa regolare sulla suddivisione baricentrica; in particolare
- l'azione sulla seconda suddivisione baricentrica X" è regolare;
- Γ è naturalmente isomorfica rispetto al gruppo dei cammini marginali definiti usando i cammini marginali e gli stabilizzatori dei vertici per la suddivisione baricentrica del dominio fondamentale in X".

Non c'è in realtà alcun bisogno di passare a una terza suddivisione baricentrica: come osserva Haefliger usando il linguaggio della teoria delle categorie, in questo il 3-scheletro del dominio fondamentale di X" porta già tutti i dati necessari – compresi gli elementi di transizione per i triangoli – per definire un gruppo dei cammini marginali isomorfico a Γ.
In due dimensioni questo è particolarmente semplice da descrivere. Il dominio fondamentale di X" ha la stessa struttura della suddivisione baricentrica Y ' di un complesso di gruppi Y, vale a dire:
- un complesso simpliciale bidimensionale finito Z;
- un orientamento per tutti i margini i {\displaystyle \rightarrow } j;
- se i {\displaystyle \rightarrow } j e j {\displaystyle \rightarrow } k sono margini, allora i {\displaystyle \rightarrow } k è un margine e (i, j, k) è un triangolo;
- gruppi finiti annessi ai vertici, inclusioni ai margini e agli elementi di transizione, che descrivono la compatibilità, per i triangoli.

Può allora essere definito un gruppo di cammini marginali. Una struttura simile è ereditata dalla suddivisione baricentrica Z ' è il suo gruppo dei cammini marginali è isomorfico a quello di Z.

## Orbiedri
Se un gruppo discreto numerabile agisce come un'azione propria simpliciale regolare su un complesso simpliciale, al quoziente può essere data non soltanto la struttura di un complesso di gruppi, ma anche quella di un orbispazio. Questo conduce più generalmente alla definizione di "orbiedro", l'analogo simpliciale di un orbifold.

### Definizione
Sia X un complesso simpliciale finito con suddivisione baricentrica X '. Una struttura a orbiedro consiste di:
- per ciascun vertice i di X ', un complesso simpliciale Li' dotato di un'azione simpliciale rigida di un gruppo finito Γi.
- una mappa simpliciale φi di Li' sul collegamento Li di i in X ', che identifica il quoziente Li' / Γi con Li.

Questa azione di Γi su Li' si estende a un'azione simpliciale sul cono simpliciale Ci su Li' (la giunzione simpliciale di i e Li'), fissando il centro i del cono. La mappa φi si estende a una mappa simpliciale
Ci sul stella St(i) di i, portando il centro su i; così φi identifica Ci / Γi, il quoziente della stella di i in Ci, con St(i) e dà una carta di orbiedri a i.
- per ciascun margine diretto i {\displaystyle \rightarrow } j di X ', un omomorfismo iniettivo fij di Γi in Γj.
- per ciascun margine diretto i {\displaystyle \rightarrow } j, una Γi mappa adesiva simpliciale equivariante ψij di Ci in Cj.
- le mappe adesive sono compatibili con le carte, i.e. φj·ψij = φi.
- le mappe adesive sono uniche per la composizione con gli elementi del gruppo, cioè qualsiasi altra possibile mappa adesiva da Vi a Vj ha la forma g·ψij per un unico g in Γj.

Se i{\displaystyle \rightarrow } j {\displaystyle \rightarrow } k, allora c'è un unico elemento di transizione gijk in Γk tale che
gijk·ψik = ψjk·ψij
Questi elementi di transizione soddisfano
(Ad gijk)·fik = fjk·fij
nonché la relazione di cociclo
ψkm(gijk)·gikm = gijm·gjkm.

### Proprietà principali
- I dati teorici del gruppo di un orbiedro danno un complesso di gruppi su X, perché i vertici i di X ' corrispondono ai simplessi in X.
- Ogni complesso di gruppi su X è associato con una struttura di orbiedro essenzialmente unica su X. Questo fattore chiave consegue notando che la stella e il collegamento di un vertice i di X ', che corrispondono a un simplesso σ di X, hanno scomposizioni naturali: la stella è isomorfica al complesso simpliciale astratto dato dalla giuntura di σ e dalla suddivisione baricentrica σ' di σ; e il collegamento è isomorfico alla giuntura del collegamento di σ in X e del collegamento del baricentro di σ in σ'. Restringendo il complesso dei gruppi al collegamento di σ in X, tutti i gruppi Γτ arrivano con omomorfismi iniettivi in Γσ. Poiché il collegamento di i in X ' è coperto canonicamente da un complesso simpliciale sul quale agisce Γσ, ciò derinisce una struttura di orbiedro su X.
- Il gruppo fondamentale dell'orbiedro è (tautologicamente) solo il gruppo dei cammini marginali del complesso di gruppi associato.
- Ogni orbiedro è naturalmente anche un orbispazio: in effetti nella realizzazione geometrica del complesso simpliciale, le carte dell'orbispazio possono essere definite usando gli interni delle stelle.
- Il gruppo fondamentale dell'orbiedro può essere identificato naturalmente con il gruppo fondamentale dell'orbispazio associato. Ciò consegue applicando il teorema dell'approssimazione simpliciale ai segmenti del cammino di un orbispazio che giace in una carta dell'orbispazio: è una variante diretta della prova classica che il gruppo fondamentale di un poliedro può essere identificato con il suo gruppo dei cammini marginali.
- L'orbispazio associato a un orbiedro ha una struttura metrica canonica, che deriva localmente dalla metrica della lunghezza nella realizzazione geometrica standard nello spazio euclideo, con i vertici mappati su una base ortonormale. Sono usate anche altre strutture metriche, che implicano le metriche della lunghezza realizzando i simplessi nello spazio iperbolico, che sono identificati isometricamente lungo frontiere comuni.
- L'orbispazio associato a un orbiedro è non positivamente curvo se e solo se il collegamento in ogni carta degli orbiedri ha il calibro maggiore o uguale a 6, cioè qualsiasi circuito chiuso nel collegamento ha almeno lunghezza 6. Questa condizione, ben nota dalla teoria degli spazi di Hadamard, dipende soltanto dal complesso di gruppi sottostante.
- Quando l'orbiedro universale di rivestimento è non positivamente curvo il gruppo fondamentale è infinito ed è generato da copie isomorfiche dei gruppi di isotropia. Questo consegue dal risultato corrispondente per gli orbispazi.

## Triangoli di gruppi
Storicamente, una delle più importanti applicazioni degli orbifold nella teoria geometrica dei gruppi è stata ai triangoli dei gruppi. Questo è il più semplice esempio bidimensionale che generalizza l'"intervallo di gruppi" monodimensionale discusso nelle lezioni di Serre sugli alberi, dove i prodotti liberi amalgamati sono studiati in termini di azioni sugli alberi. Tali triangoli di gruppi sorgono ogni volta che un gruppo discreto agisce in modo semplicemente transitivo sui triangoli nell'edificio affine di Bruhat-Tits per SL3(Qp); nel 1979 Mumford scoprì il primo esempio per p = 2 (vedi sotto) come passo nella produzione di una superficie algebrica non isomorfa allo spazio proiettivo, ma avente gli stessi numeri di Betti. I triangoli di gruppi furono elaborati in dettaglio da Gersten e Stallings, mentre il caso più generale dei complessi di gruppi, descritti sopra, fu sviluppato indipendentemente da Haefliger. Il metodo geometrico sottostante di analizzare gruppi presentati in modo finito in termini di spazi metrici di curvatura di non positiva si deve a Gromov. In questo contesto i triangoli di gruppi corrispondono a complessi simpliciali bidimensionali non positivamente curvi con l'azione regolare di un gruppo, transitiva su triangoli.
Un triangolo di gruppi è un "semplice" complesso di gruppi che consiste in un triangolo con i vertici A, B, C. Ci sono gruppi
- ΓA, ΓB, ΓC a ogni vertice
- ΓBC, ΓCA, ΓAB per ogni margine
- ΓABC per il triangolo stesso.

C'è un omomorfismo iniettivo di ΓABC in tutti gli altri gruppi e di un gruppo di margini ΓXY in ΓX e ΓY. I tre modi di mappare ΓABC in un gruppo di vertici sono tutti concordi. (Spesso ΓABC è il gruppo banale.) La struttura metrica euclidea sull'orbispazio corrispondente è non positivamente curva se e solo se il collegamento di ciascuno dei vertici nella carta degli orbiedri ha almeno calibro 6.
Questo calibro in ciascun vertice è sempre pari e, come osservato da Stallings, può essere descritto in un vertice A, diciamo, come la lunghezza della parola più piccola nel nucleo dell'omomorfismo naturale in ΓA del prodotto libero amalgamato su ΓABC dei gruppi di margini ΓAB e ΓAC:
{\displaystyle \Gamma _{AB}\star _{\,\Gamma _{ABC}}\Gamma _{AC}\rightarrow \Gamma _{A}.}
Il risultato usando la struttura metrica euclidea non è ottimale. Gi angoli α, β e γ ai vertici A, B e C furono definiti da Stallings come 2π diviso per il calibro. Nel caso euclideo α, β, γ ≤ π/3. Tuttavia, se è richiesto soltanto che α + β + γ ≤ π, è possibile identificare il triangolo con il corrispondente triangolo geodesico nel piano iperbolico con la metrica di Poincaré (o nel piano euclideo se è valida l'uguaglianza). È un risultato classico della geometria iperbolica che le mediane iperboliche si intersechino nel centro iperbolico, proprio nel familiare caso euclideo. La suddivisione e e la metrica baricentrica di questo modello producono una struttura metrica non positivamente curva sull'orbispazio corrispondente. Così, se α+β+γ≤π,
- l'orbispazio del triangolo di gruppi è sviluppabile;
- il corrispondente gruppo dei cammini marginali, che può anche essere descritto come il colimite del triangolo di gruppi, è infinito;
- gli omorfismi dei gruppi di vertici nel gruppo dei cammini marginali sono iniezioni.

### Esempio di Mumford

Il piano di Fano

Sia α = {\displaystyle {\sqrt {-7}}} dato dall'espansione binomiale di (1 − 8)1/2 in Q2 e fissato K = Q(α) {\displaystyle \subset } Q2. Sia
ζ = exp 2πi/7
λ = (α − 1)/2 = ζ + ζ2 + ζ4
μ = λ/λ*.
Sia E = Q(ζ), un vettore spaziale tridimensionale su K con base 1, ζ e ζ2. Si definiscano operatori K-lineari su E nel modo seguente:
- σ è il generatore del gruppo di Galois di E su K, un elemento di ordine 3 dato da σ(ζ) = ζ2
- τ è l'operatore della moltiplicazione per ζ su E, un elemento di ordine 7
- ρ è l'operatore dato da ρ(ζ) = 1, ρ(ζ2) = ζ e ρ(1) = μ·ζ2, cosicché ρ3 è il prodotto scalare per μ.

Gli elementi ρ, σ e τ generano un sottogruppo discreto di GL3(K) che agisce propriamente sull'edificio affine di Bruhat-Tits corrispondente a SL3(Q2). Questo gruppo agisce transitivamente su tutti i vertici, margini e triangoli nell'edificio. Sia
σ1 = σ, σ2 = ρσρ−1, σ3 = ρ2σρ−2.
Allora
- σ1, σ2 e σ3 generano un sottogruppo Γ di SL3(K).
- Γ è il più piccolo sottogruppo generato da σ e τ, invariante sotto la coniugazione per ρ.
- Γ agisce in modo semplicemente transitivo sui triangoli dell'edificio.
- Vi è un triangolo Δ tale che lo stabilizzatore dei suoi margini sono i sottogruppi di ordine 3 generati dai σi.
- Lo stabilizzatore di un vertice di Δ è il gruppo di Frobenius di ordine 21 generato dai due elementi di ordine 3 che stabilizzano i margini che si incontrano al vertice.
- Lo stabilizzatore di Δ è banale.

Gli elementi σ e τ generano lo stabilizzatore di un vertice. Il collegamento di questo vertice può essere identificato con l'edificio sferico di SL3(F2) e lo stabilizzatore può essere identificato con il gruppo di collineazione del piano di Fano generato da una triplice simmetria σ che fissa un punto e una permutazione ciclica τ di tutti i 7 punti, che soddisfano στ = τ2σ. Identificando F8* con il piano di Fano, si può assumere che σ sia la limitazione dell'automorfismo di Frobenius σ(x) = x22 di F8 e che τ sia il prodotto per qualunque elemento non nel campo primo F2, cioè un generatore di ordine 7 del gruppo moltiplicativo ciclico di F8. Questo gruppo di Frobenius agisce in modo semplicemente transitivo sulle 21 bandiere nel piano di Fano, cioè linee con punti marcati. Le formule per σ e τ su E "sollevano" così le formule su F8.
Mumford ottiene anche un'azione semplicemente transitiva sui vertici dell'edificio passing to a subgroup of Γ1 = <ρ, σ, τ, −I>. Il gruppo Γ1 preserva la forma hermitiana di valore Q(α)
f(x,y)=xy* + σ(xy*) + σ2(xy*)
su Q(ζ) e può essere identificato con U3(f) {\displaystyle \cap } GL3(S) dove S = Z[α,½]. Dal momento che S / (α) = F7, vi è un omomorfismo del gruppo Γ1 into GL3(F7). Questa azione lascia invariante un sottospazio
bidimensionale in F73 e dà quindi origine omomorfismo Ψ di Γ1 in SL2(F7), un gruppo di ordine 16·3·7. Dall'altro lato lo stabilizzatore di un vertice è un sottogruppo di ordine 21 e Ψ è iniettivo su questo sottogruppo. Pertanto se il sottogruppo di congruenza Γ0 si definisce come l'immagine inversa sotto Ψ del 2-sottogruppo di Sylow di SL2(F7), l'azione di Γ0 sui vertici deve essere semplicemente transitiva.

### Generalizzazioni
Altri esempi di triangoli o di complessi bidimensionali di gruppi si possono costruire mediante variazioni dell'esempio di sopra.
Cartwright et al. considerano le azioni sugli edifici che sono semplicemente transitive sui vertici. Ciascuna di tali azioni produce una biezione (o dualità modificata) tra i punti x e le linee x* nel complesso di bandiere di un piano proiettivo finito e in una collezione di trianfoli orientati di punti (x,y,z), invarianti sotto permutazione ciclica, tali che x giace su z*, y giace su x* e z giace su y* che due punti qualsiasi determinano univocamente il terzo. I gruppi prodotti hanno generatori x, etichettati da punti, e da relazioni xyz = 1 per ogni triangolo. Genericamente questa costruzione non corrisponderà ad un'azione su un edificio classico affine.
Più generalmente, come mostrato da Ballmann e Brin, dati algebrici simili codificano tutte le azioni che sono semplicemente transitive sui vertici di un complesso simpliciale bimensionale non positivamente curvo, a condizione che il collegamento di ciascun vertice ha il calibro almeno pari a 6. Questi dati consistono in:
- un insieme generatore S contenente inversi, ma non l'identità;
- un insieme di relazioni g h k = 1, invarianti sotto permutazione ciclica.

Gli elementi g in S etichettano i vertici g·v nel collegamento di un vertice fisso v; e le relazioni corrispondono ai margini (g−1·v, h·v) in quel collegamento. Il grafo con i vertici S e i margini (g, h), per g−1h in S, devono avere calibro almeno pari a 6. Il complesso simpliciale originale può essere ricostruito usando i complessi di gruppi e la seconda suddivisione baricentrica.

Il grafo bipartito di Heawood

Ulteriori esempi di complessi bidimensionali non positivamente curvi di gruppi sono stati costruiti da Swiatkowski sulla base di azioni semplicemente transitive su margini orientati e inducendo una triplice simmetria su ogni triangolo; anche in questo caso il complesso di gruppi si ottiene dall.'azione regolare sulla seconda suddivisione baricentrica. L'esempio più semplice, scoperto anteriormente con Ballmann, parte da un gruppo finito H con un insieme simmetrico di generatori S, non contenenti l'identità, tale che il grafo di Cayley corrispondente ha calibro almeno pari a 6. Il gruppo associato è generato da H e da un'involuzione τ soggetta a (τg)3 = 1 per ogni g in S.
Infatti, se Γ agisce in questo modo, fissando un margine (v, w), c'è un'involuzione τ che scambia v e w. Il collegamento di v è costituito da vertici g·w per g in a sottoinsieme simmetrico S di H = Γv, che genera H se il collegamento è connesso. L'assunzione sui triangoli implica che
τ·(g·w) = g−1·w
per g in S. Perciò, se σ = τg e u = g−1·w, allora
σ(v) = w, σ(w) = u, σ(u) = w.
Per la transitività semplice sul triangolo (v, w, u), ne consegue che σ3 = 1.
La seconda suddivisione baricentrica dà un complesso di gruppi che consistono di singoletti o coppie di triangoli suddivisi baricentricamente uniti lungo i loro lati grandi: queste coppie sono indicizzate mediante lo spazio quoziente S/~ ottenuto identificando gli inversi in S. I triangoli singoli o "accoppiati" sono a loro volta uniti lungo una "spina dorsale" comune. Tutti gli stabilizzatori dei simplessi sono banali eccetto i due vertici alle estremità della spina dorsale, con gli stabilizzatori H e <τ>, e i vertici rimanenti dei triangoli grandi, con lo stabilizzatore generato mediante un σ appropriato. Tre dei triangoli più piccoli in ciascun triangolo grande contengono elementi di transizione.
Quando tutti gli elementi di S sono involuzioni, nessuno dei triangoli deve essere raddoppiato. Se si assume che H è il gruppo diedrale D7 di ordine 14, generato da un'involuzione a e da un elemento b di ordine 7 tale che
ab= b−1a,
allora H è generato dalle 3 involuzioni a, ab e ab5. Il collegamento di ciascun vertice è dato dal grafo di Cayley corrispondente, perciò è proprio il grafo bipartito di Heawood, cioè esattamente lo stesso che è nell'edificio affine per SL3(Q2). Questa struttura di collegamento implica che il complesso simpliciale corrispondente sia necessariamente un edificio euclideo. Attualmente, tuttavia, sembra sia ignoto se uno qualsiasi di questi tipi di azione possa essere effettivamente realizzato su un edificio affine classico: il gruppo di Mumford Γ1 (scalari modulari) è semplicemente transitivo soltanto sui margini, non sui margini orientati.

## Orbifold bidimensionali
In due dimensioni, ci sono tre tipi di punti singolari di un orbifold:
- Un punto al contorno
- Un punto ellittico di ordine n, come l'origine di R2 quozientato rispetto a un gruppo ciclico di rotazioni di ordine n.
- Un riflettore angolare di ordine n: l'origine di R2 quozientato rispetto a un gruppo diedrale di ordine 2n.

Un orbifold bidimensionale compatto ha una caratteristica di Eulero Χ data da
Χ = Χ(X0) − Σ(1 − 1/ni )/2 − Σ(1 − 1/mi)
dove Χ(X0) è la caratteristica di Eulero della varietà topologica sottostante X0, ed ni sono gli ordini dei riflettori angolari, ed mi sono gli ordini dei punti ellittici.
Un orbifold bidimensionale compatto connesso ha una struttura iperbolica se la sua caratteristica di Eulero è minore di 0, una struttura euclidea se la sua caratteristica è uguale a 0, e se la sua caratteristica di Eulero è positiva esso o è cattivo' o ha una struttura ellittica (un orbifold è chiamato cattivo se non ha una varietà come spazio di copertura). In altre parole, il suo spazio di copertura universale ha una struttura iperbolica, euclidea o sferica.
Gli orbifold bidmensionali compatti connessi che non sono iperbolici sono elencati nella tabella sottostante. I 17 orbifold parabolici sono i quozienti del piano rispetto ai 17 gruppi di carte da parati.
| Tipo       | Caratteristica di Eulero | 2-varietà sottostante | Ordini dei punti ellittici | Ordini dei riflettori angolari |
| Cattivo    | 1 + 1/n                  | Sfera                 | n > 1                      |                                |
| Cattivo    | 1/m + 1/n                | Sfera                 | n > m > 1                  |                                |
| Cattivo    | 1/2 + 1/2n               | Disco                 |                            | n > 1                          |
| Cattivo    | 1/2m + 1/2n              | Disco                 |                            | n > m > 1                      |
| Ellittico  | 2                        | Sfera                 |                            |                                |
| Ellittico  | 2/n                      | Sfera                 | n,n                        |                                |
| Ellittico  | 1/n                      | Sfera                 | 2, 2, n                    |                                |
| Ellittico  | 1/6                      | Sfera                 | 2, 3, 3                    |                                |
| Ellittico  | 1/12                     | Sfera                 | 2, 3, 4                    |                                |
| Ellittico  | 1/30                     | Sfera                 | 2, 3, 5                    |                                |
| Ellittico  | 1                        | Disco                 |                            |                                |
| Ellittico  | 1/n                      | Disco                 |                            | n, n                           |
| Ellittico  | 1/2n                     | Disco                 |                            | 2, 2, n                        |
| Ellittico  | 1/12                     | Disco                 |                            | 2, 3, 3                        |
| Ellittico  | 1/24                     | Disco                 |                            | 2, 3, 4                        |
| Ellittico  | 1/60                     | Disco                 |                            | 2, 3, 5                        |
| Ellittico  | 1/n                      | Disco                 | n                          |                                |
| Ellittico  | 1/2n                     | Disco                 | 2                          | n                              |
| Ellittico  | 1/12                     | Disco                 | 3                          | 2                              |
| Ellittico  | 1                        | Piano proiettivo      |                            |                                |
| Ellittico  | 1/n                      | Piano proiettivo      | n                          |                                |
| Parabolico | 0                        | Sfera                 | 2, 3, 6                    |                                |
| Parabolico | 0                        | Sfera                 | 2, 4, 4                    |                                |
| Parabolico | 0                        | Sfera                 | 3, 3, 3                    |                                |
| Parabolico | 0                        | Sfera                 | 2, 2, 2, 2                 |                                |
| Parabolico | 0                        | Disco                 |                            | 2, 3, 6                        |
| Parabolico | 0                        | Disco                 |                            | 2, 4, 4                        |
| Parabolico | 0                        | Disco                 |                            | 3, 3, 3                        |
| Parabolico | 0                        | Disco                 |                            | 2, 2, 2, 2                     |
| Parabolico | 0                        | Disco                 | 2                          | 2, 2                           |
| Parabolico | 0                        | Disco                 | 3                          | 3                              |
| Parabolico | 0                        | Disco                 | 4                          | 2                              |
| Parabolico | 0                        | Disco                 | 2, 2                       |                                |
| Parabolico | 0                        | Piano proiettivo      | 2, 2                       |                                |
| Parabolico | 0                        | Toro                  |                            |                                |
| Parabolico | 0                        | Bottiglia di Klein    |                            |                                |
| Parabolico | 0                        | Anello                |                            |                                |
| Parabolic  | 0                        | Nastro di Moebius     |                            |                                |
| ---------- | ------------------------ | --------------------- | -------------------------- | ------------------------------ |

## Orbifold tridimensionali
Si dice che una 3-varietà è piccola se è chiusa, irriducibile e non contiene alcuna superficie incompribimibile.
Teorema degli orbifold. Sia M una 3-varietà piccola. Sia φ un diffeomorfismo periodico non banale di M che preservi l'orientazione. Allora M ammette una struttura iperbolica φ-invariante o struttura fibrata di Seifert.
Questo teorema è un caso speciale del teorema degli orbifold di Thurston, enunciato senza dimostrazione nel 1981; esso fa parte della sua congettura di geometrizzazione per le 3-varietà. In particolare esso implica che se X è un 3-orbifold compatto, connesso, irriducibile e atoroidale con un luogo singolare non vuoto, allora M ha una struttura geometrica (nel senso degli orbifold). Una dimostrazione completa del teorema fu pubblicata da Boileau, Leeb & Porti nel 2005.

## Orbifold nella teoria delle stringhe
Nella teoria delle stringhe, la parola "orbifold" ha un significato leggermente nuovo. Per i matematici, un orbifold è una generalizzazione del concetto di varietà (manifold in inglese) che permette la presenza dei punti il cui intorno è diffeomorfico rispetto a un quoziente di Rn per un gruppo finito, cioè Rn/Γ. In fisica, la nozione di un orbifold di solito descrive un oggetto che può essere scritto globalmente come uno spazio orbitale M/G, dove M è una varietà (o una teoria), e G è un gruppo delle sue isometrie (o simmetrie) — non necessariamente di tutte. Nella teoria delle stringhe, queste simmetrie non devono avere un'interpretazione geometrica.
Una teoria quantistica dei campi definita su un orbifold diventa singolare vicino ai punti fissi di G. Tuttavia la teoria delle stringhe ci impone di aggiungere le nuove parti dello spazio di Hilbert a stringhe chiuse — vale a dire i settori ritorti in cui i campi definiti sulle stringhe chiuse sono periodici fino a un'azione di G. La creazione di orbifold è perciò una procedura generale della teoria delle stringhe per derivare una nuova teoria delle stringhe da una vecchia nella quale gli elementi di G sono stati identificati con l'identità. Tale procedura da un lato riduce il numero di stati perché questi ultimi devono essere invarianti in base a G, ma dall'altro aumenta il numero di stati a causa dei settori ritorti supplementari. Il risultato è di solito una nuova teoria delle stringhe, perfettamente liscia.
Le D-brane che si propagano sugli orbifold sono descritte, a basse energie, da teorie di gauge definite dai diagrammi delle quiver. Le stringhe aperte annesse a queste D-brane non hanno alcun settore ritorto, e perciò il numero dei stati a stringhe aperte è ridotto dalla procedura di creazione di orbifold.
Più specificamente, quando il gruppo G dell'orbifold è un sottogruppo di isometrie spaziotemporali, allora se non ha alcun punto fisso, il risultato è di solito uno spazio levigato compatto; il settore ritorto è costituito da stringhe chiuse avvolte intorno alla dimensione compatta, che sono chiamate stati di avvolgimento.
Quando il gruppo G dell'orbifold è un sottogruppo discreto di isometrie spaziotemporali e ha punti fissi, allora questi hanno di solito singolarità coniche, perché Rn/Zk ha tale singolarità in corrispondenza del punto fisso di Zk. Nella teoria delle stringhe, le singolarità gravitazionali sono di solito un segno di gradi di libertà aggiuntivi ubicati in un punto locale dello spaziotempo. Nel caso dell'orbifold questi gradi di libertà sono gli stati ritorti, che sono stringhe "incollate" ai punti fissi. Quando i campi legati a questi stati ritorti acquistano un valore di aspettazione del vuoto diverso da zero, la singolarità è deformata, cioè la metrica è cambiata e diventa regolare in questo punto e intorno ad esso. Un esempio di geometria risultante è lo spaziotempo di Eguchi-Hanson.
Dal punto di vista delle D-brane in prossimità dei punti fissi, la teoria effettiva delle stringhe aperte annesse a queste D-brane è una teoria supersimmetrica dei campi, il cui spazio dei vuoti ha un punto singolare, dove esistono gradi di libertà addizionali privi di massa. I campi legati al settore ritorto delle stringhe chiuse si accoppiano alle stringhe aperte in modo tale da aggiungere un termine di Fayet-Iliopoulos alla lagrangiana della teoria supersimmetrica dei campi, così che tale campo acquista un valore di aspettazione del vuoto diverso da zero, il termine di Fayet-Iliopoulos è diverso da zero e ciò deforma la teoria (ossia la cambia), con la conseguenza che la singolarità non esiste più , .

### Varietà di Calabi-Yau
Nella teoria delle superstringhe,
la costruzione di modelli fenomenologici realistici richiede una riduzione dimensionale perché le stringhe si propagano naturalmente in uno spazio a 10 dimensioni, mentre la dimensione osservata dello spaziotempo dell'universo è 4. I vincoli formali sulle teorie nondimeno pongono restrizioni allo spazio compattato in cui vivono le variabili supplementari "nascoste": quando si cercano modelli a 4 dimensioni realistici, dotati di supersimmetria, lo spazio ausiliare compattato deve essere una varietà di Calabi-Yau a 6 dimensioni.
C'è un gran numero di possibili varietà di Calabi-Yau (decine di migliaia), da cui il termine swampland ("terra di palude") usato nell'attuale letteratura di fisica teorica per descrivere questa scelta difficile da risolvere. Lo studio generale delle varietà di Calabi-Yau è matematicamente complesso e per molto tempo è stato difficile costruire esempi in termini espliciti. Gli orbifold perciò si sono rivelati molto utili dal momento che soddisfano automaticamente i vincoli imposti dalla supersimmetria. Essi forniscono esempi degeneri delle varietà di Calabi-Yau  dovute ai loro punti singolari, ma questo è completamente accettabile dal punto di vista della fisica teorica. Tali orbifold sono chiamati "supersimmetrici": sono tecnicamente più facili da studiare delle varietà generali di Calabi-Yau. Molto spesso è possibile associare una famiglia continua di varietà non singolari di Calabi-Yau a un orbifold supersimmetrico singolare. In 4 dimensioni questo si può illustrare usando superfici K3 complesse:
- Ogni superficie K3 ammette 16 cicli di dimensione 2 che sono topologicamente equivalenti alle abituali 2-sfere. Facendo tendere a zero la superficie di queste sfere, la superficie K3 sviluppa 16 singolarità. Questo limite rappresenta un punto sul confine dello spazio dei moduli delle superfici K3 e corrisponde alla {\displaystyle T^{4}/\mathbb {Z} _{2}} dell'orbifold ottenuta prendendo il quoziente del toro per la simmetria dell'inversione.

Lo studio delle varietà di Calabi-Yau nella teoria delle stringhe e la dualità tra i diversi modelli della stessa (tipo IIA e IIB) condussero nel 1988 all'idea della simmetria speculare. Il ruolo degli orbifold fu sottolineato per la prima volta da Dixon, Harvey, Vafa e Witten intorno allo stesso periodo.

## Applicazioni

### Teoria musicale
Al di là delle loro molteplici e varie applicazioni in matematica e in fisica, gli orbifold sono stati applicati alla teoria musicale nel lavoro di Dmitri Tymoczko (Tymoczko 2006) e dei collaboratori (Callender et al. 2008). Questa è considerata un'applicazione sofisticata della matematica alla teoria musicale, il cui studio conclusivo è il primo studio di teoria musicale pubblicato da Science.
Tymoczko modella accordi musicali che consistono di n note, non necessariamente distinte, come punti dell'orbifold {\displaystyle T^{n}/S_{n}} – lo spazio di n punti non ordinati (non necessariamente distinti) nel cerchio, realizzato come il quoziente tra l'n-toro {\displaystyle T^{n}} (lo spazio di n punti ordinati sul cerchio) e il gruppo simmetrico {\displaystyle S_{n}} (corrispondente allo spostamento da un insieme ordinato a un insieme non ordinato).
Musicalmente, questo si spiega nel modo seguente:
- I toni musicali dipendono dalla frequenza (altezza) del loro fondamentale, e pertanto sono parametrati dai numeri reali positivi, R+.
- I toni musicali che differiscono di un'ottava (un raddoppiamento di frequenza) sono considerati lo stesso tono – ciò corrisponde al prendere il logaritmo in base 2 delle frequenze (producendo i numeri reali, come {\displaystyle \mathbf {R} =\log _{2}\mathbf {R} ^{+}}), poi dividendo per gli interi (corrispondente a differire di un certo numero di ottave), ottenendo un cerchio (come {\displaystyle S^{1}=\mathbf {R} /\mathbf {Z} }).
- Gli accordi corrispondono a toni multipli senza rispetto per l'ordine – pertanto t note (in ordine) corrispondono a t punti ordinati sul toro, o in modo equivalente a un singolo punto sul t-toro {\displaystyle T^{t}:=S^{1}\times \cdots \times S^{1},} e omettere l'ordine corrisponde a calcolare il quoziente diviso per {\displaystyle S_{t},} ottenendo un orbifold.

Per le diadi (due toni), questo produce il nastro di Möbius chiuso; per le triadi (tre toni), questo produce un orbifold che può essere descritto come un prisma triangolare con la faccia superiore e quella inferiore identificate con una torsione di 120° (una torsione di ⅓) – equivalentemente, come un toro solido in 3 dimensioni con un triangolo equilatero come sezione trasversale e un'analoga torsione.
L'orbifold risultante è naturalmente stratificato in toni ripetuti (propriamente, in partizioni intere di t) – l'insieme aperto costituito da toni distinti (la partizione {\displaystyle t=1+1+\cdots +1}), mentre c'è un insieme singolare monodimensionale costituito da toni tutti uguali (la partizione {\displaystyle t=t}), che topologicamente è un cerchio, e da varie partizioni intermedie. C'è anche un cerchio notevole che corre attraverso il centro dell'insieme aperto costituito da punti con uguale spaziatura. Nel caso delle triadi, le tre facce laterali del prisma corrispondono a due toni uguali e al terzo diverso (la partizione {\displaystyle 3=2+1}), mentre i tre spigoli del prisma corrispondono all'insieme singolare monodimensionale. La faccia superiore e inferiore fanno parte dell'insieme aperto, e compaiono soltanto perché l'orbifold è stato tagliato – se visto come un toro triangolare con una torsione, questi artefatti scompaiono.
Tymoczko sostiene che gli accordi vicino al centro (con toni a distanza uguale o quasi uguale) formano la base di gran parte dell'armonia occidentale tradizionale e che visualizzarli in questo modo aiuta nell'analisi. Ci sono 4 accordi sul centro (ugualmente spaziati in condizioni di temperamento equabile – spaziatura di 4/4/4 tra i toni), corrispondenti agli accordi aumentati (pensati come insiemi musicali) C♯FA, DF♯A♯, D♯GB ed EG♯C (poi si svolgono per cicli: FAC♯ = C♯FA), con i 12 accordi maggiori e i 12 accordi minori che sono i punti accanto al centro ma non sul centro – con spaziatura quasi regolare ma non esattamente. Gli accordi maggiori corrispondono alla spaziatura di 4/3/5 (o equivalentemente, 5/4/3), mentre gli accordi minori corrispondono alla spaziatura di 3/4/5. I cambiamenti di tonalità allora corrispondono al movimento tra questi punti nell'orbifold, con i cambiamenti più scorrevoli derivanti dal movimento tra punti vicini.